# 西西里馬爾他侏儒河馬
西西里馬爾他侏儒河馬（学名：Hippopotamus melitensis）是已滅絕的河馬，生存於更新世的馬爾他。由於沒有掠食者，故牠們在島內出現島嶼侏儒化。牠們大部份的遺骸都是在Għar Dalam洞穴內發現。